# 孫甫昇
孫甫昇（韓語：손보승，1999年1月11日—），另譯作孫寶勝，韓國男演員。

## 演出作品

### 電視劇
- 2016年：MBC《爸爸，我來伺候你》 飾演 韓昌秀
- 2019年：SBS《綠豆花》 飾演
- 2019年：OCN《救救我2》 飾演 鄭成浩[3]
- 2020年：MBC《當我最漂亮的時候》 飾演 朴正日[4]
- 2020年：SBS《Penthouse上流戰爭》飾演 嚴章大
- 2021年：SBS《Penthouse上流戰爭2》飾演 嚴章大
- 2021年：SBS《Penthouse上流戰爭3》飾演 嚴章大
- 2021年：JTBC《無法抗拒的他》 飾演 敏尚[5]
- 2023年：Disney+《Moving 異能》飾演 豬肉精肉店老闆娘的兒子
- 2025年：Netflix《弱美男英雄Class 2》飾演 石南高中大猩猩
- 2025年：Netflix《槍口彼端》飾演 徐永東
- 2025年：KBS 2《恩秀的好日子》飾演 黃俊鉉

### 電影
- 2019年：《沒有你的生日（朝鲜语：생일 (영화)）》飾 宰賢

### 綜藝
- 2013年：SBS《Good Morning（朝鲜语：좋은 아침 (SBS)）》
- 2013年：MBC 《Good day（朝鲜语：기분 좋은 날의 에피소드 목록 (2013년)）》
- 2013年：JTBC《無子無憂（朝鲜语：유자식 상팔자）》
- 2017年：KBS《晨間論壇（朝鲜语：아침마당）》